# Ludger Born
Ludger Born SJ (* 15. Juni 1897 in Duisburg; † 26. November 1980 in Münster) war ein deutscher Priester und Mitglied der Gesellschaft Jesu (Jesuiten – SJ).

## Leben
Born trat am 26. Juni 1915 dem Jesuitenorden bei und wurde am 27. August 1928 zum Priester geweiht.
Bis 1939 war Born Superior der Jesuiten im „Haus am Schlump“ in Hamburg und initiierte Hilfsleistungen für Juden im benachbarten Grindelquartier. 1939 musste er die Stadt verlassen, weil die Gestapo auf ihn aufmerksam geworden war.
Ludger Born war von 1940 bis 1945 in Wien Leiter der „Hilfsstelle für nichtarische Katholiken“, die von Kardinal Innitzer auf privater Basis eingerichtet worden war. Mit seinem Mitarbeiterinnenstab (interessanterweise
an prominenter Stelle nur Frauen) half Born Juden, die zum katholischen Glauben übergetreten waren und in der nationalsozialistischen Zeit, trotz ihres christlichen Bekenntnisses, verfolgt wurden. Dem späteren Bodybuilder Harry Gelbfarb stellte Born auf Drängen von Franzi Löw, der Leiterin des jüdischen Kinderheims, einen gefälschten Taufschein aus und rettete ihn so vor der Deportation in ein Konzentrationslager. In ähnlicher Weise wie diese Hilfsstelle half die Schwedische Israelmission evangelischen Juden dabei, rechtzeitig auszureisen.
Nach dem Krieg kehrte Born nach Deutschland zurück. Zunächst half er in Frankfurt am Main beim Wiederaufbau der Jesuiten-Hochschule Sankt Georgen und war ab 1949 in Dortmund, später in Essen als Seelsorger (insbesondere für die Michaelsgilde im Cartell Rupert Mayer) tätig und gab Priesterexerzitien.
Von 1966 bis 1976 war Born wieder regelmäßig in Wien und dort schriftstellerisch tätig. Gesundheitsbedingt musste er in das Altersheim „Haus Sentmaring“ nach Münster umziehen, auf dessen Friedhof er beigesetzt wurde.
An sein Wirken in Hamburg zusammen mit anderen wurde bei der Sonderausstellung der Geschichtswerkstätten Hamburg e. V. in der Gedenkstätte im ehemaligen KZ Neuengamme vom 16. April bis zum 30. Juni 2011 erinnert: „…und nicht zuletzt ihre stille Courage. Hilfe für Verfolgte in Hamburg 1933–1945“.